# Куперстаун (Вісконсин)
Куперстаун (англ. Cooperstown) — місто (англ. town) в США, в окрузі Манітовок штату Вісконсин. Населення — 1300 осіб (2020).

## Демографія
Згідно з переписом 2010 року, у місті мешкали 1292 особи в 498 домогосподарствах у складі 386 родин. Було 520 помешкань
Расовий склад населення:
| - 98,2 % — білих - 0,3 % — азіатів - 0,2 % — корінних американців - 0,2 % — чорних або афроамериканців |

До двох чи більше рас належало 0,8 %. Частка іспаномовних становила 0,9 % від усіх жителів.
За віковим діапазоном населення розподілялося таким чином: 21,5 % — особи молодші 18 років, 67,7 % — особи у віці 18—64 років, 10,8 % — особи у віці 65 років та старші. Медіана віку мешканця становила 44,9 року. На 100 осіб жіночої статі у місті припадало 109,4 чоловіків;  на 100 жінок у віці від 18 років та старших — 109,9 чоловіків також старших 18 років.
Середній дохід на одне домашнє господарство  становив 81 547 доларів США (медіана — 80 172), а середній дохід на одну сім'ю — 85 410 доларів (медіана — 82 155). Медіана доходів становила 47 569 доларів для чоловіків та 38 750 доларів для жінок. За межею бідності перебувало 4,1 % осіб, у тому числі 10,0 % дітей у віці до 18 років та 1,6 % осіб у віці 65 років та старших.
Цивільне працевлаштоване населення становило 793 особи. Основні галузі зайнятості: виробництво — 23,0 %, освіта, охорона здоров'я та соціальна допомога — 19,2 %, будівництво — 9,8 %, мистецтво, розваги та відпочинок — 8,2 %.